# Dubovka (vattendrag i Vitryssland)
Dubovka (ryska: Дубовка) är ett vattendrag i Belarus.   Det ligger i voblasten Vitsebsks voblast, i den norra delen av landet, 260 km nordost om huvudstaden Minsk. Dubovka ligger vid sjön Vozera Eziarysjtja.
I omgivningarna runt Dubovka växer i huvudsak blandskog. Runt Dubovka är det glesbefolkat, med 10 invånare per kvadratkilometer.